# Raimundo Pereira
Raimundo Rodrigues Pereira, né le 28 août 1956 à Bissau, est un avocat et homme d'État bissau-guinéen, vice-président du Parti africain pour l'indépendance de la Guinée et du Cap-Vert, l'ex-parti unique. Président de l'Assemblée nationale populaire, il assure l'intérim de la présidence de la République à deux reprises, en 2009 et en 2012.

## Biographie
Diplômé de la faculté de droit de Lisbonne, Raimundo Pereira gravit tous les échelons du PAIGC jusqu'au poste de vice-président qu'il occupe actuellement. 
Ancien ministre de la Justice, Raimundo Pereira dirige la radio nationale à partir de 1989, puis la télévision nationale dans sa phase expérimentale en 1991. 
Élu président de l'Assemblée nationale populaire le 22 décembre 2008, il est considéré comme l'homme de confiance de Carlos Gomes Júnior, nommé Premier ministre le 2 janvier 2009, qui entretient alors de mauvaises relations avec le président João Bernardo Vieira.
En qualité de président de l'Assemblée, il assure l'intérim de la présidence de la République après l'assassinat du président Vieira le 2 mars 2009. Il lui revient alors de convoquer une élection présidentielle dans un délai de 60 jours.
En fait, le premier tour de l'élection ne peut se tenir que le 28 juin suivant. Au second tour, le 26 juillet, Malam Bacai Sanhá est élu et Raimundo Pereira lui transmet le pouvoir le 8 septembre.
Le 9 janvier 2012, à la suite de la mort de Malam Bacai Sanhá, Raimundo Pereira assure de nouveau l'intérim de la présidence de la République.
Il est arrêté le 12 avril 2012 lors d'un coup d'État.